# Вусач земляний Мокржецького
Вусач земляний Мокржецького (Dorcadion ciscaucasicum mokrzeckii) — один з трьох підвидів жуків-вусачів виду Dorcadion ciscaucasicum. Описаний з Криму, ендемік України, занесений до Червоної книги України як окремий вид. Названий на честь відомого ентомолога Сигізмунда Мокржецького. У 1902—2009 роках розглядався як окремий вид.

## Опис
Жук довжиною від 10 до 14 мм. Дрібніший за типовий підвид. Передньогруди більш широкі, ніж довгі. Відрізняється від жуків інших підвидів характером забарвлення щетинок. Надкрила вкриті густими волосками з вираженими поздовжніми смугами, найширша з яких іде від плеча надкрил, інша по зовнішньому краю, а найвужча - вздовж шва надкрил.

## Спосіб життя
Генерація дворічна. Дорослі жуки зустрічаються у квітні (частіше в середині місяця) на відносно супіщаному ґрунті. Населяє добре розігріті сонцем ділянки, з розрідженим травостоєм степового типу (на поверхні ґрунту). Незорані осередки: цілинний степ, байраки, гірські схили. Личинки живляться листям диких злакових, їх коренями.

## Ареал і охорона
Ендемік України. Мешкає виключно на Керченському півострові Криму. Описано 2 популяції: у місті Керч та в околицях гори Опук. Охороняється Опукському природному заповіднику. Занесений до другого видання Червоної книги України (2009). Виду загрожує повне розорювання залишків степових ділянок.